# Château des Bordes (Gennetines)
Pour l’article homonyme, voir Château des Bordes.
Le château des Bordes est situé à Gennetines, en France.

## Localisation
Le château est situé sur la commune de Gennetines, dans le département de l'Allier, en région Auvergne-Rhône-Alpes. 

## Description
Le château est un ensemble composé d'une maison de maître et des communs à lucarnes de bois et belvédère, installé dans un grand parc arboré, où l'on découvre une petite chapelle néo-romane[source insuffisante].

## Historique
L'édifice est une ancienne maison seigneuriale transformée en habitation au XVIIe siècle, en 1612 par Nicolas Menudel, lieutenant en la vice sénéchaussée du Bourbonnais.